# Orienttofshök
Orienttofshök (Lophospiza trivirgata) är en asiatisk fågel i familjen hökar med vid utbredning från Indien till Filippinerna och Indonesien Arten minskar i antal, men beståndet anses ändå vara livskraftigt.

## Utseende
Orienttofshöken är en medelstor (30–46 cm), tofsförsedd hök med korta och breda vingar som är nupna in mot kroppen. Vid vila sträcker sig vingspetsar knappt förbi stjärtens bas. Hanen har mörkgrå hjässa och ljusare grå örontäckare samt svart mustasch- och strupstreck. På bröstet syns rostbrun streckning och på buk och flanker likfärgad tvärbandning. Honan har brunare hjässa och örontäckare och är likaså brunare undertill. Ungfågeln har rost- eller beigefärgade spetsar på hjäss- och nackfjädrarna, streckade örontäckare och rostbeige anstrykning på mer streckad och mindre bandad undersida.

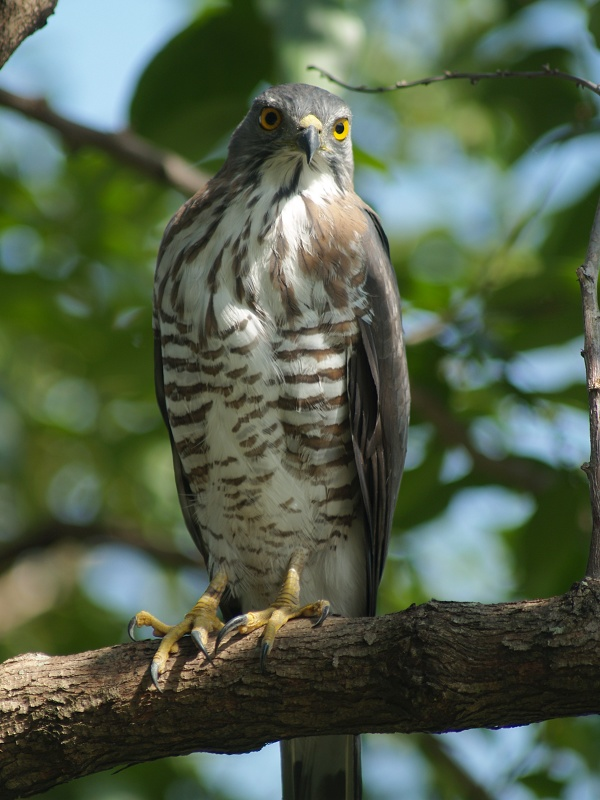
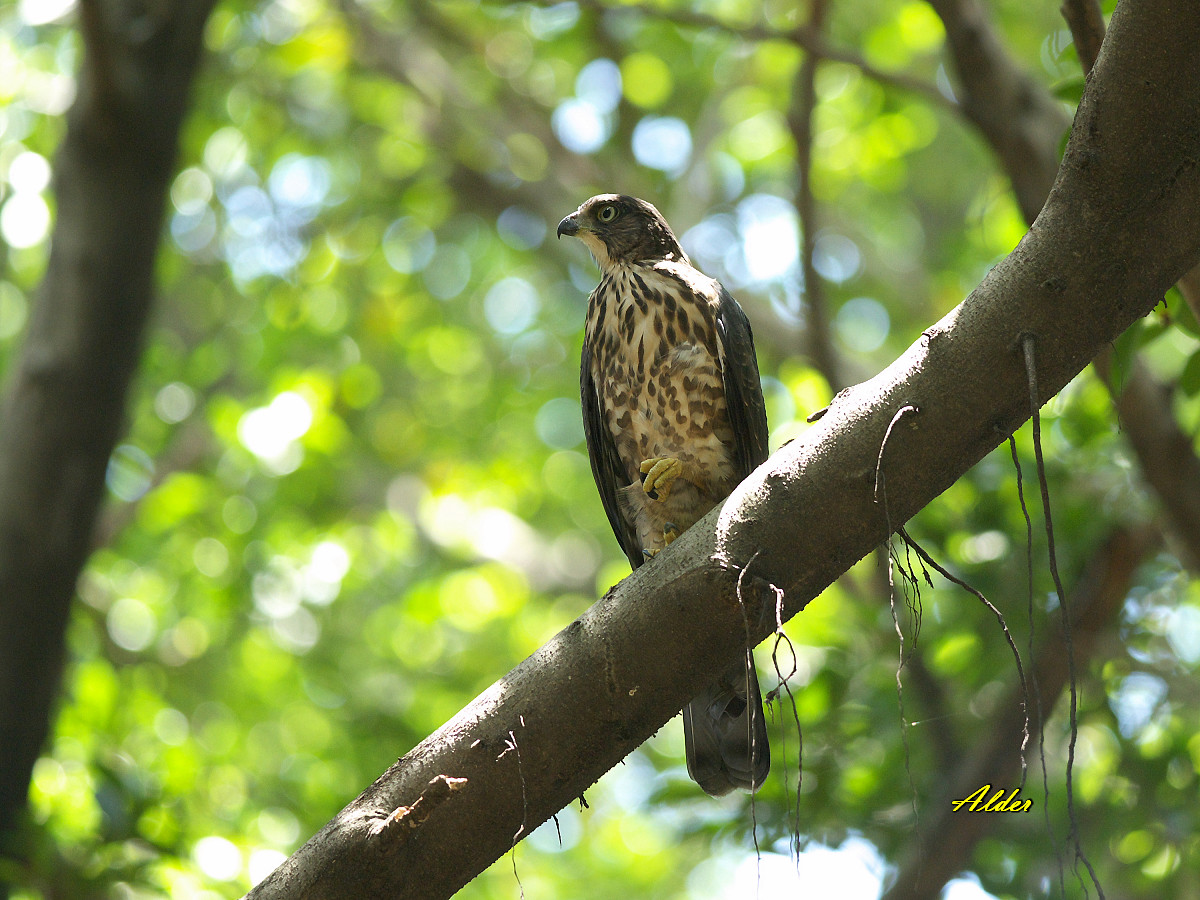
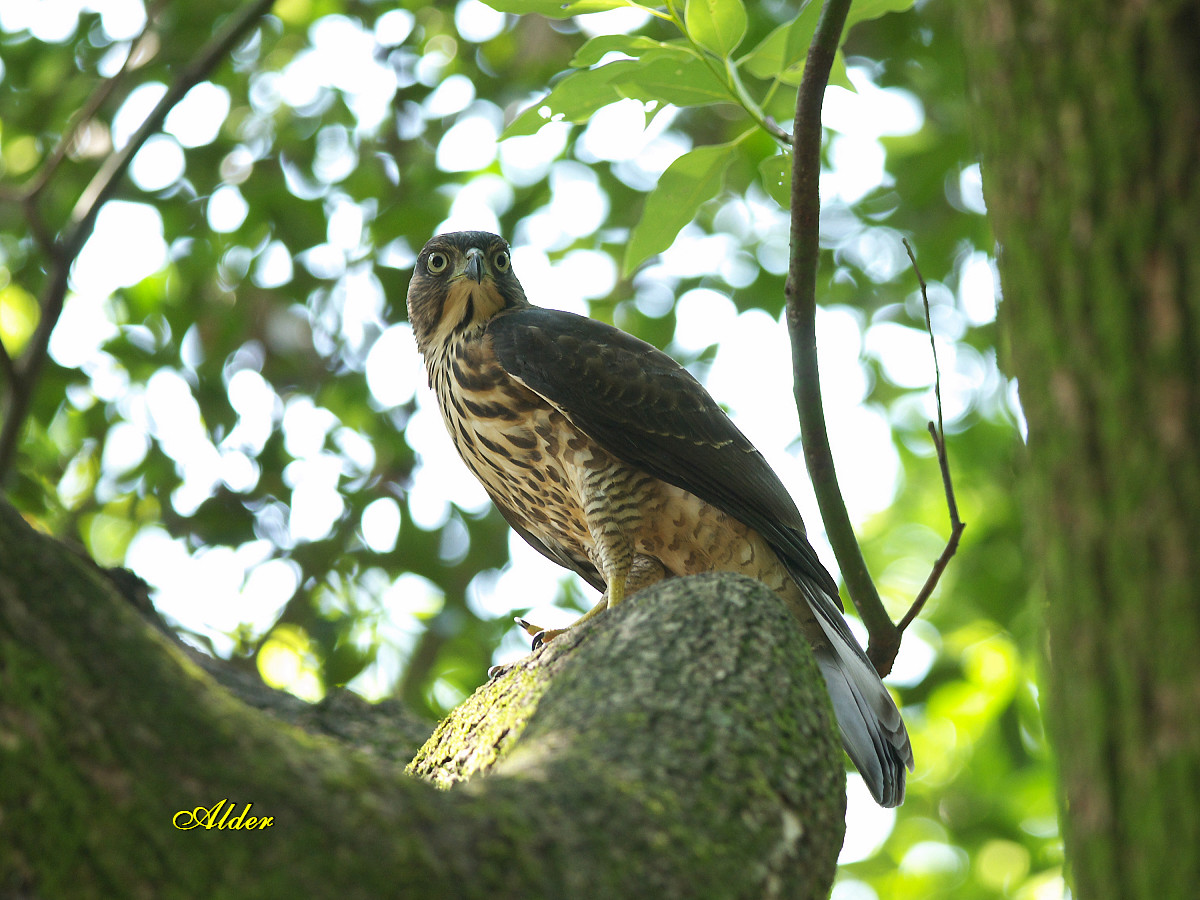

## Utbredning och systematik
Orienttofshöken är vida spridd i södra och sydöstra Asien. Den delas in i elva underarter med följande utbredning:
- Lophospiza trivirgata indica – Indien och Nepal till södra Kina, Indokina och Malackahalvön
- Lophospiza trivirgata formosae – Taiwan
- Lophospiza trivirgata peninsulae – sydvästra Indien
- Lophospiza trivirgata layardi – Sri Lanka
- Lophospiza trivirgata trivirgata – Sumatra
- Lophospiza trivirgata niasensis – Nias (väster om Sumatra)
- Lophospiza trivirgata javanica – Java (nomadisk på Bali)
- Lophospiza trivirgata microsticta – Borneo
- Lophospiza trivirgata palawana – sydvästra Filippinerna (Palawan och Calamianes)
- Lophospiza trivirgata castroi – (Luzon i norra Filippinerna)
- Lophospiza trivirgata extima – sydöstra filippinska öarna

### Släktskap
Orienttofshöken och dess systerart sulawesitofshöken) (L. griseiceps) placerades tidigare i höksläktet Accipiter. Genetiska studier har visat att de endast är avlägset släkt, och har därför lyfts ut till ett eget släkte, Lophospiza.

## Status och hot
Arten har ett stort utbredningsområde och en stor population, men tros minska i antal på grund av habitatförstörelse, dock inte tillräckligt kraftigt för att den ska betraktas som hotad. Internationella naturvårdsunionen IUCN kategoriserar därför arten som livskraftig (LC).

## Namn
Orienttofshöken har även kallats orientduvhök på svenska, men har tilldelats nytt namn eftersom arten förmodligen inte står nära duvhöken.